# 재통합적 수치심
범죄학에서 말하는 재통합적 수치심(reintegrative shaming) 이론은 범죄 처벌에서 수치심의 중요성을 강조한다. 이론은 처벌이 범죄자의 성격이 아닌 행동에 초점을 맞춰야 한다고 주당한다. 1989년 호주국립대학교(Australian National University) 범죄학자 존 브레이스웨이트(John Braithwaite)가 고안하였다. 이스라엘 범죄학자 나티 로넬(Natti Ronel) 연구팀이 개발한 긍정범죄학(positive criminology) 관점과 관련 있다.
수치심은 여러 방식으로 범죄자의 뉘우침을 목적으로 하는 모든 사회적 프로세스를 포함한다. 이론은 수치심이 권위자나 당국자가 아닌 가족이나 친구와 같은 범죄자와 가까운 사람에게서 올 때 더 효과적이라고 강조한다. 또한 범죄자의 성격보다는 범죄 자체에 초점이 맞춰졌을 때에 수치심은 낙인 찍혀지지 않는다.

## 같이 보기
- 낙인 효과
- 수치심